# Herceg Novi (kommun)
Herceg Novi (serbiska: Херцег Нови, Општина Херцег Нови) är en kommun i Montenegro. Den ligger i den sydvästra delen av landet vid en vik av Adriatiska havet. Antalet invånare är 30 864. Arean är 235 kvadratkilometer.
Terrängen i Herceg Novi är varierad.
Följande samhällen finns i Herceg Novi:
- Herceg Novi
- Bijela